# コンラート・パウマン

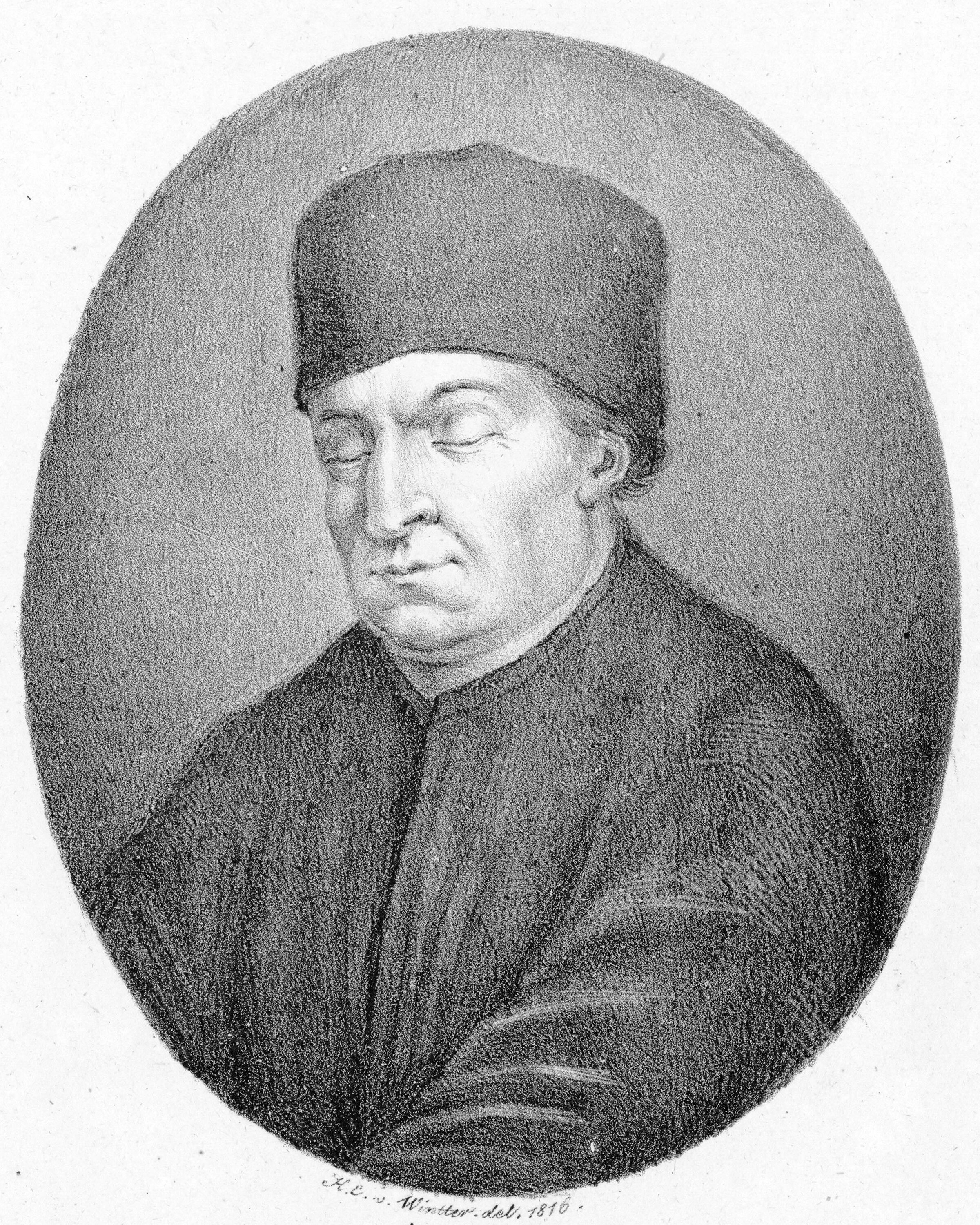
コンラート・パウマン

コンラート・パウマン（Conrad Paumann, 1410年10月23日 - 1473年1月24日）は、中世後期（ルネサンス初期）に活動したドイツのオルガニスト。盲人。
彼の作品は15世紀に編纂された"ブクスハイムオルガン曲集"に記載されている。